# Sitio paleontológico de Cerro Pelado
El sitio paleontológico de Cerro Pelado o yacimiento de Layna es un yacimiento paleontológico del Plioceno de origen kárstico, ubicado en la localidad de Layna (Arcos de Jalón, Soria, España). Está calificado como espacio natural protegido de Castilla y León.

## Geografía
Cerro Pelado se encuentra situado en el noroeste de Layna, en el municipio de Arcos de Jalón. Sus límites catastrales se corresponden con los de dos parcelas, la 46 y la 47, delimitados al:
- Norte: Senda de Vaternandez.
- Este: Parcelas 48 y 49 pertenecientes al polígono 4-5 de la concentración parcelaria efectuada en el año 1964.
- Sur: Camino de Medina.
- Oeste: Parcela número 45 perteneciente también al polígono 4-5 de la concentración parcelaria efectuada en 1964.

## Geología
El yacimiento forma parte del relleno de una cavidad en un sistema kárstico desarrollado sobre las carniolas de la base del Jurásico Inferior (Lías en la cronoestratigrafía europea) que, regionalmente, se encuentran sobre las arcillas de las facies Keuper del Triásico superior. El relleno kárstico está muy desarrollado y se han distinguido ocho niveles estratigráficos.
El relleno se compone principalmente de brechas formadas por cantos dolomíticos, arcillas rojas de descalcificación y «brechas óseas» constituidas por restos fósiles, con alguna intercalación de costras estalagmíticas.

## Paleontología

### Sistemática
Listado de los taxones identificados en el yacimiento:

#### Anfibios
- Anuros: sapo indeterminado (Bufo sp.)[5]

#### Reptiles
- Varánidos: Varanus sp.[6]
- Culebras:  Malpolon mlynarskii, Macroprotodon sp.[7][8]
- Serpientes: Naja sp., Vipera maxima[8]

#### Aves
- Estrigiformes: lechuza balear (Tyto balearica)[9][10][11]
- Gruiformes: hubara (Chlamydotis mesetaria)[11]
- Paseriformes: pájaro indeterminado (Passeriformes indet.)[11]

#### Mamíferos
- Soricomorfos: una musaraña (Episoriculus gibberodon)
- Erinaceomorfos: un erizo (Erinaceus sp.)
- Roedores: un puercoespín (Hystrix sp.), una ardilla (Sciurus sp.), un lirón (Eliomys intermedius), tres cricetinos (Ruscinomys europeus, Trilophomys pyrenaicus, Dolomys sp.), siete múridos (Stephanomys laynensis, descrito originalmente como S. donnezani,[12] Apodemus jeanteti, Apodemus occitanus, Rhagapodemus frequens, Castillomys crusafonti, Occitanomys brailloni, Anthracomys meini).
- Lagomorfos: dos ocotónidos (Prolagus ibericus, P. aff. michauxi) y un lepórido (Orictolagus laynensis).
- Carnívoros: un cánido primitivo pariente del actual perro mapache (Nyctereutes donnezani),[13] tres félidos (Caracal depereti, Felis aff. silvestris, Acinonyx sp.),[14][15] un úrsido (Ursus minimus, =Ursus ruscinensis),[16][17] dos hiénidos (Chasmaporthetes lunensis, clasificada inicialmente como Euryboas lunensis, y Pachycrocuta pyrenaica, clasificada inicialmente como Hyena donnezani).[18][19]
- Perisodáctilos: un équido (Hipparion fissurae) y un rinocerótido (Dicerorhinus miguelcrusafonti)[20]
- Artiodáctilos: un antilopino (Gazella borbonica), un bovino (Leptobos sp.) y un caprino indeterminado.[3][5]
- Primates: un cercopitécido (Dolichopithecus ruscinensis)[21][22]

De estos taxones, algunos fueron en su día especies nuevas, descritas por primera vez en este yacimiento: Malpolon mlynarskii, Vipera maxima, Chlamydotis mesetaria, Stephanomys laynensis, Orictolagus laynensis, Caracal depereti, Hipparion fissurae y Dicerorhinus miguelcrusafonti.

### Paleoecología
Para la época de formación del yacimiento, Hoyos y colaboradores interpretan en 1974 un ambiente más cálido que el actual, similar al de las mesetas tropicales de África oriental y meridional. Para ello se basan en la abundancia de bóvidos, la actividad de los carnívoros, la elevada diversidad de roedores, y la alta oxidación de los sedimentos y las fuertes alteraciones en las rocas sobre las que se forma el karst.

## Datación
En 2014, Prado y colaboradores asignan al yacimiento una edad Rusciniense (unidad de la escala bioestratigráfica continental europea que corresponde aproximadamente al Zancliense, Plioceno inferior, de la escala global), entre hace 5,40 y 3,40 millones de años.

## Historia
El yacimiento fue descubierto en 1966 por los hermanos Ramón y Antonio Maestro, quienes supusieron en un principio que se trataba de una mena de hierro, debido al fuerte color rojo de las arcillas de descalcificación. La primera excavación fue realizada por Crusafont en 1967, ampliando la cata de los hermanos Maestro, y las primeras noticias científicas del yacimiento aparecen en 1969: una nota de Crusafont y Golpe en la revista del Departamento de Paleontología de la Universidad de Barcelona, en la que describen el cercopitécido, y un trabajo de Crusafont y colaboradores publicado en la Academia de Ciencias de París, en el que  atribuyen una edad Villafranquiense al yacimiento basada en los primeros indicios fósiles.
Las primeras excavaciones sistemáticas, por cuadrículas, fueron realizadas por Aguirre en 1972, gracias a una beca de la National Geographic Society. Aguirre consiguió asimismo que el ICONA comprara la finca en la que se ubica el yacimiento y que se estableciera la primera reserva paleontológica nacional («Reserva Paleontológica Nº 1»), por lo que desde entonces es de titularidad pública y bajo protección institucional. Aquellos trabajos se desarrollaron hasta 1974.
Las excavaciones han continuado en 1982, dirigidas por María Teresa Alberdi, y en 1998 y 1999, dirigidas por Benigno Pérez, ambos del Museo Nacional de Ciencias Naturales, con el apoyo de la Consejería de Educación y Cultura de la Junta de Castilla y León.